# John Ogu
John Ugochukwu Ogu (* 20. April 1988 in Lagos) ist ein nigerianischer Fußballspieler.

## Karriere

### Verein
Ogu begann in seiner Heimat in den Jugendabteilungen der Akwa Starlets, von Akwa United und der Flying Sports Academy mit dem Fußballspielen. 2006 ging er nach Europa und begann seine Profikarriere bei NK Drava Ptuj in der slowenischen PrvaLiga. Für diesen Verein spielte er vier Jahre. In dieser Zeit erzielte Ogu in 97 Spielen acht Tore. Im Sommer 2010 wechselte Ogu zum Atlético Clube de Portugal. Dort bestritt er lediglich ein Pokalspiel. Nach nur sechs Monaten unterschrieb er einen Vertrag bei UD Almería in Spanien, spielte dort aber nur in der B-Mannschaft in der dritten Liga. Im November 2011 kehrte Ogu nach Portugal zurück und wechselte zu União Leiria. Mit diesem Klub stieg am Ende der Saison in die Segunda Liga ab. Im Juli 2012 wechselte Ogu zu Académica de Coimbra. Dort erzielte er sein erstes Tor in der dritten Runde des portugiesischen Pokals gegen AD Ponte da Barca. Mit seinem einzigen Treffer in der Liga gegen Vitória de Setúbal stellte er den Klassenerhalt für Académica in der höchsten Spielklasse sicher. Insgesamt spielte Ogu zwei Jahre bei Académica und wurde in 27 Ligaspielen eingesetzt. In der Saison 2014/15 wechselte Ogu nach Israel. Am 7. September 2014 unterschrieb er einen Vierjahresvertrag bei Hapoel Be'er Sheva. Fünf Tage später debütierte er in der Ligat ha’Al im Spiel gegen Beitar Jerusalem. Am 29. November 2014 erzielte er beim 4:0-Heimsieg gegen Maccabi Netanya sein erstes Tor für Hapoel Be'er Sheva. In seiner ersten Saison bei Be'er Sheva erreichte das Team das Finale des israelischen Fußballpokals, welches gegen Maccabi Tel Aviv verloren wurde. In der Saison 2015/16 trat er mit Hapoel Be'er Sheva in der 2. Qualifikationsrunde der UEFA Europa League an. Zwar erzielte er ein Tor gegen den FC Thun aus der Schweiz, dennoch schied das Team aus. Am 11. August 2016 gewann Ogu mit Hapoel Be'er Sheva durch einen 4:2-Sieg gegen Maccabi Haifa den israelischen Supercup. Durch seinen Siegtreffer im Meisterschaftsspiel gegen Maccabi Tel Aviv am 29. April 2017 verhalf Ogu seinem Verein zum zweiten Meistertitel in Folge. Im Januar 2020 unterschrieb Ogu einen Sechsmonatsvertrag beim Al-Adalah FC in Saudi-Arabien. Anschließend war er über anderthalb Jahre vereinslos und fand erst im Februar 2022 mit dem Hapoel Nof HaGalil einen neuen Verein.

### Nationalmannschaft
Im März 2013 wurde Ogu erstmals in die nigerianische A-Nationalmannschaft berufen. Er debütierte beim 1:1 im Qualifikationsspiel zur Weltmeisterschaft 2014 gegen Kenia, als er für den verletzten Victor Moses eingewechselt wurde. Am 31. Mai 2013 erzielte Ogu in einem Freundschaftsspiel gegen Mexiko im Reliant Stadium in Houston sein erstes Länderspieltor. Daraufhin berief ihn der nigerianische Trainer Stephen Keshi in den Kader für die Teilnahme am FIFA-Konföderationen-Pokal 2013, bei dem er in allen drei Vorrundenspielen eingesetzt wurde. Bei der Fußball-Weltmeisterschaft 2018 in Russland stand Ogu im nigerianischen WM-Aufgebot, wurde während des Turniers jedoch nicht eingesetzt. Trainer Gernot Rohr nominierte Ogu auch für Afrika-Cup 2019, bei dem Nigeria den dritten Platz belegte. Dort kam er aber lediglich eine Halbzeit im letzten Vorrundenspiel gegen Madagaskar zum Einsatz.

## Erfolge
- Israelischer Meister: 2016, 2017, 2018
- Israelischer Superpokalsieger: 2016, 2017
- Israelischer Ligapokalsieger: 2017